# Szlovákiában történt légi közlekedési balesetek listája
A Szlovákiában történt légi közlekedési balesetek listája a Szlovákiában történt halálos áldozattal járó, illetve a kisebb balesetek, meghibásodások miatt történt, gyakran csak az adott légiforgalmi járművet érintő baleseteket is tartalmazza évenkénti bontásban.

## Szlovákiában történt légi közlekedési balesetek

### 1938
- 1938. október 15., Nemesócsa közelében. Egy bérelt Ju 52/3m típusú repülőgép és két magyar CR.32 vadászgép kötelékben felderítő repülést végzett a szlovákiai Hodzovo település légterében. A szlovák 10. Repülőszázad Š–328 típusú (237-es oldalszámú) gépe Nemesócsa települést fényképezte. A magyar vadászgépek megtámadták a szlovák gépet és az emiatt lezuhant. A gép pilótája, Jan Kello tizedes sikeresen katapultált, Jaromil Sotola megfigyelő azonban életét vesztette.[1]

### 1944
- 1944. június 26., Hidaskürt közelében. A 13. Szlovák Vadászrepülő Század egyik Messerschmidt Bf 109G6 típusú gépe lelőtt egy amerikai B–24 Liberator gépet, további kettő B–24-es pedig megrongálódott a légiharc során. Az amerikaiak válaszcsapása során három darab szlovák Messerschmidt Me–109G6 típusú gépet lelőttek, további hármat pedig szintén lelőttek, melyek kényszerleszállást hajtottak végre és eközben súlyosan megrongálódtak.[1]

### 1966

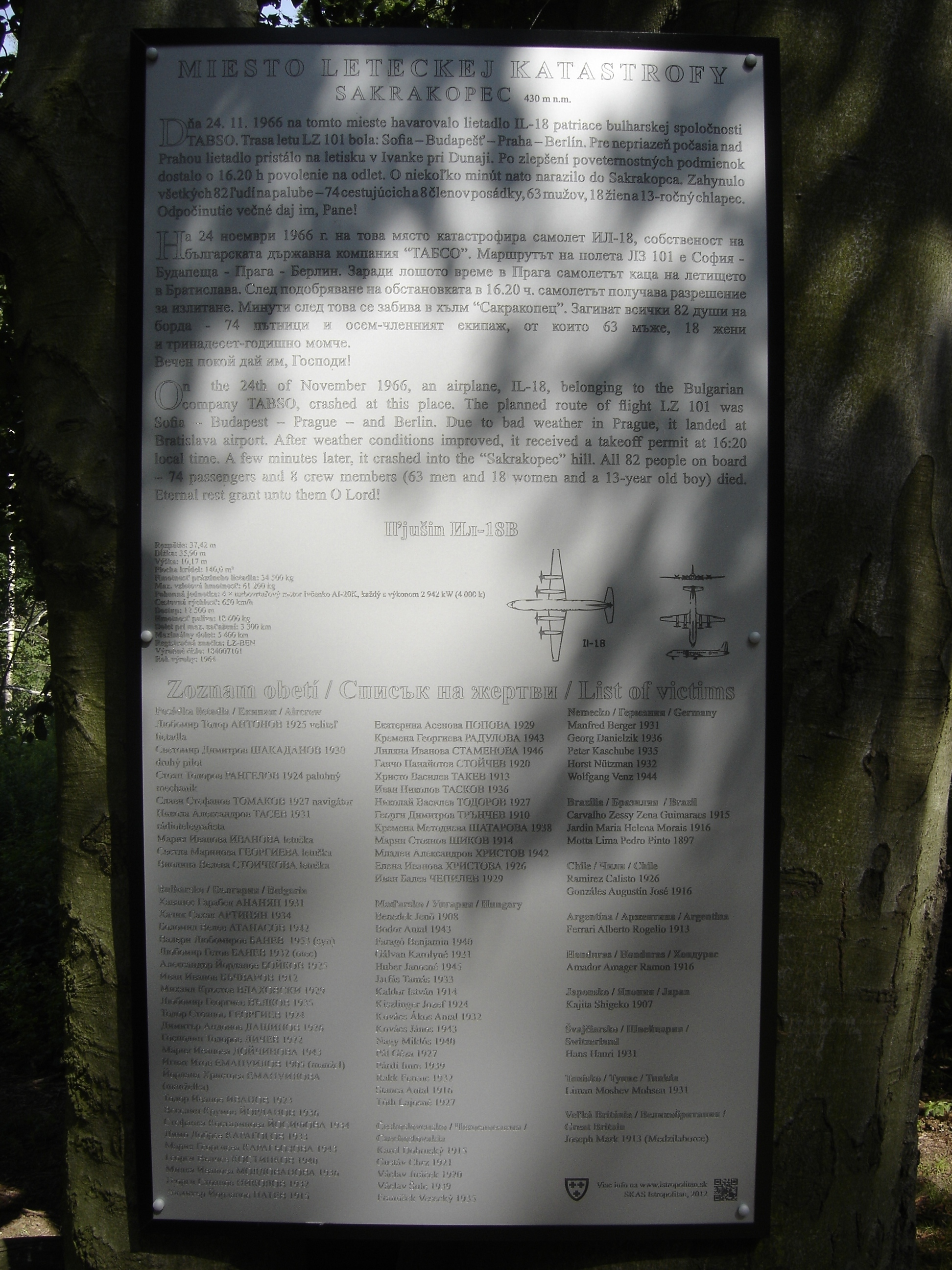
Emléktábla az 1966-os katasztrófa helyszínén

- 1966. november 24. 18 óra, Pozsony közelében. A bolgár TABSZO légitársaság Szófia–Budapest–Prága–Berlin útvonalon közlekedő Il–18-as repülőgépe a kedvezőtlen időjárás miatt Pozsonyban leszállt. A felszállás után 15 kilométerrel lezuhant. A szerencsétlenségben 74 utas (köztük 16 magyar) és a nyolcfős személyzet vesztette életét.[2]

### 2002
- 2002. október 29., Kassa közelében. Lezuhant a Szlovák Légierő L–39 Albatros típusú repülőgépe gyakorlórepülés közben. A gép két magyar pilótája katapultált és túlélték az esetet.[3]

### 2013
- 2013. március 3., Sempte (Šintava). Lezuhant egy kirándulókat szállító helikopter és a Vág folyóba esett. A balesetben elhunyt egy 14 éves fiú, míg a pilóta, egy ő és egy férfi életét meg tudták menteni a kiérkező tűzoltók.[4]

### 2015
- 2015. július 17.,Menedékkő (Klášorisko). Villanyvezetéknek ütközött, majd a Hernádba zuhant az Air Transport Europe mentőhelikoptere. A gép pilótája, egy orvos, egy mentő operátor és egy hegyi mentő, összesen 4 fő vesztette életét.[5]
- 2015. július 28., Hradisko. Lezuhant a Szlovák hadsereg Mi–17 típusú katonai helikoptere. Egy fő életét vesztette. A gépen háromfős személyzet tartózkodott.[6]
- 2015. november 13., Felsőnémeti. Lezuhant egy ukrán felségjelű Mi–2 típusú helikopter. A fedélzeten tartózkodó hat személy életét vesztette.[7]

### 2016
- 2016. szeptember 7., Sebő (Strelníky). Az Air-Transport Europe (ATE) Bell 429 típusú mentőhelikoptere lezuhant. A balesetben a gép háromfős személyzete és a fedélzeten szállított 38 éves férfi életét vesztette.[8]

### 2017

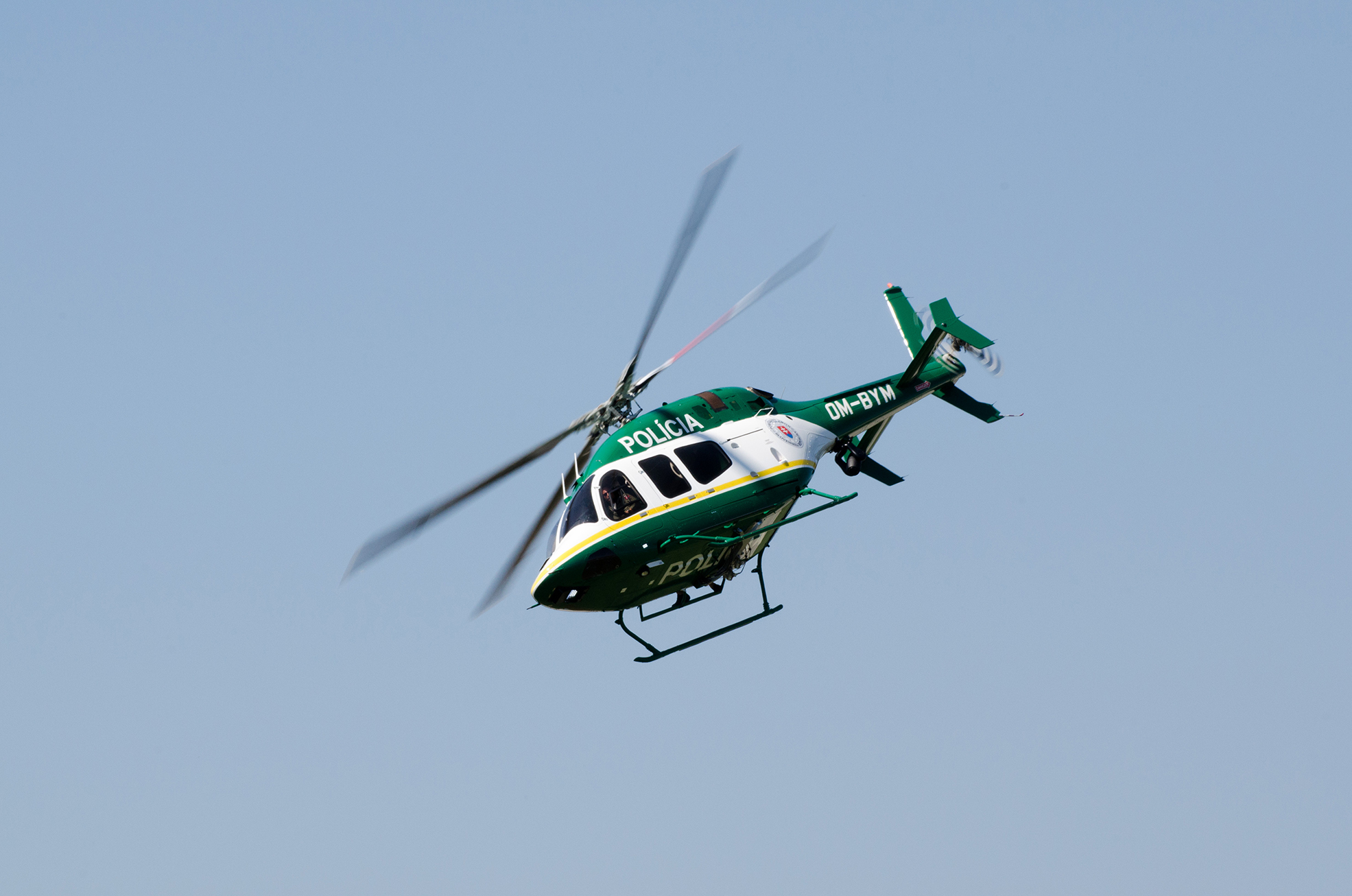
A Szlovák Belügyminisztérium balesetet szenvedett Bell 429-es típusú helikoptere

- 2017. május 10., Eperjes. Egy a helyi repülőtérről felszállt Bell 429 GlobalRanger típusú OM-BYM lajstromjelű rendőrségi helikopter zuhant le, mintegy 100 méteres magasságból, 200 méter távolságra a felszállás helyszínétől. A gépen tartózkodó személyek közül a szlovák Tűzoltó és Katasztrófavédelmi alakulat (HaZZ) tagjai közül kettő tűzoltó életét vesztette a tragédiában. A gépen tartózkodott még a szlovák rendőrség állományából kettő fő, akik súlyos sérüléseket szenvedtek a balesetben, állapotukat stabilizálták.[9][10][11]

### 2019
- 2019. szeptember 28., 21:30 körül, Aranyosmarót térségében. Lezuhant a Szlovák Légierő egyik MiG–29 típusú vadászgépe, miközben gyakorlórepülést hajtott végre. A gép pilótája katapultált és túlélte a balesetet. A MiG–29.es gépekkel történő repüléseket a szlovák védelmi tárca leállította.[12][13]